# Itabirito (kommun)
Itabirito är en kommun i Brasilien.   Den ligger i delstaten Minas Gerais, i den sydöstra delen av landet, 700 km sydost om huvudstaden Brasília. Antalet invånare är 45 484.
Följande samhällen finns i Itabirito:
- Itabirito

Omgivningarna runt Itabirito är huvudsakligen savann. Runt Itabirito är det ganska glesbefolkat, med 30 invånare per kvadratkilometer.